# Vanessa Ferlito
Vanessa Ferlito (ur. 28 grudnia 1980 w Nowym Jorku) – amerykańska aktorka pochodzenia włoskiego.

## Wybrana filmografia
- 2001 − 24 godziny jako Claudia Salazar
- 2002 − 25. godzina jako Lindsay Jamison
- 2002-2005 − CSI: Kryminalne zagadki Nowego Jorku jako Aiden Burn
- 2003 − Niezwyciężony jako Lizette Sanchez
- 2004 − Spider-Man 2 jako Louise
- 2005 − Anioł stróż jako Heather
- 2005 − Zawód zabójca jako Vickie
- 2006 − Gang z boiska jako Lisa Gonzales
- 2007 − Grindhouse Vol. 1: Death Proof jako Arlene
- 2007 − Descent jako Bodega Girl
- 2009 − Julie i Julia jako Cassie
- 2010 − Wall Street: Pieniądz nie śpi jako Audrey